# Heterovates pardalina
Heterovates pardalina är en bönsyrseart som beskrevs av Henri Saussure 1871. Heterovates pardalina ingår i släktet Heterovates och familjen Mantidae. Inga underarter finns listade i Catalogue of Life.